# Anita von Schéele
Anita von Schéele född 31 maj 1942 i Stockholm, är socionom och arbetslivskonsult med specialisering på mobbning i arbetslivet sedan 1982.
Anita von Schéele har arbetat som socialassistent, personalkonsulent, handläggare/byrådirektör på Arbetarskyddsstyrelsen och är framtagare/författare bakom föreskriften "Kränkande särbehandling" AFS 1993:17. Därefter skribent, rådgivare och arbetslivskonsult med specialisering omkring mobbning i arbetslivet, fram till pensioneringen. 
Anita von Schéele är dessutom aktiv konstnär och slöjdare. Hon är utbildad i Italien och Sverige, och har deltagit i flera konstutställningar sedan 1970-talet såväl som slöjdalster som visats på Virserums konsthall och Nordiska museet. Undervisar regelbundet i olika slöjdtekniker.
Anita von Schéele skriver regelbundet sedan 1994 i tidningen Kommunalarbetaren och är författare till "Lär dig klara stress" Ica-förlaget 1987, "Vardagens stress" Arbetarskyddsnämnden 1992, "Mobbning en arbetsmiljöfråga" Arbetarskyddsnämnden 1993, artikel "Förebygg mobbning" ur Arbetarskyddsstyrelsens pocketserie "Miljön på jobbet. Delförfattare till "Mänskligare arbetsmiljö" Arbetarskyddsnämnden 1996 och "Arbetsmiljö, Företag, Samhälle" Arbetarskyddsnämnden 2000. Dessutom boken "Sidenmåleri för nybörjare" Ica-förlaget 1997.